# Enrico Brusoni
Enrico Brusoni, właśc. Ernesto Mario Brusoni (ur. 10 grudnia 1878 w Arezzo, zm. 26 listopada 1949 w Bergamo) – włoski kolarz szosowy i torowy, złoty medalista olimpijski.

## Kariera sportowa
Brusoni zdobył złoty medal w wyścigu punktowym podczas igrzysk olimpijskich w Paryżu. Zdecydowanie dominował w tej konkurencji uzyskując 21 punktów, podczas gdy pozostali medaliści Karl Duill z Niemiec i Louis Trousselier zdobyli po 9 punktów. Wyścig punktowy przez długi czas nie był uważany za konkurencję olimpijską igrzysk w 1900, ale obecnie MKOl uznaje Brusoniego na mistrza olimpijskiego.
Brusoni startował na tych igrzyskach w sprincie, ale odpadł w ćwierćfinale.
Poza igrzyskami odnosił sukcesy w wyścigach szosowych. Jako amator wygrał w 1899 wyścig Coppa del Re, a po przejściu na zawodowstwo w 1902 dwukrotnie, w 1902 i 1904 triumfował w wyścigu Gran Fondo